# 機利士街
機利士街（英語：Gilles Street）是一條位於南澳州阿德萊德市中心東南部的街道。 道路呈東西走向，東接東邊臺、穿過克街和保定尼街，西止於英皇威廉街。該街以前庫務司機利士（Osmond Gilles）命名。機利士街是阿德萊德市中心內最窄的街道，闊度僅為1鏈。

## 沿路建築物

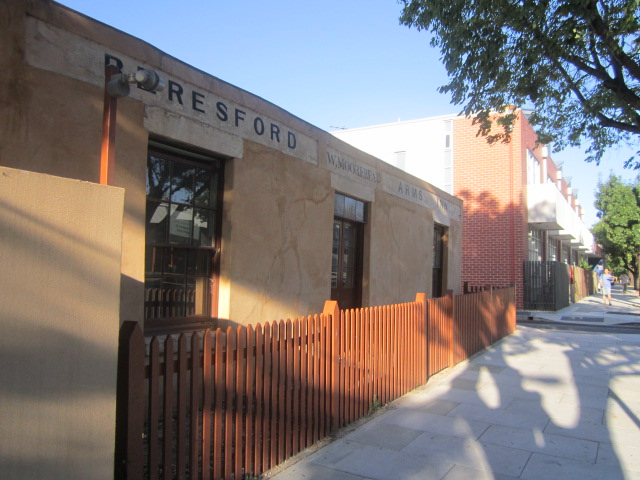
位於機利士街的 Beresford and Oddfellows 酒店，屬法定歷史建築。

位於機利士街的 Beresford and Oddfellows 酒店，是一座法定歷史建築。在1840年1861年間，為 Beresford Arms（後為 Oddfellows Arms）。直至1873年，轉為一間德國印刷廠。